# راسل اسپرینگز (کانزاس)
راسل اسپرینگز (به انگلیسی: Russell Springs) شهری در ایالت کانزاس کشور ایالات متحده آمریکا است که جمعیت آن در سرشماری سال ۲۰۱۰ میلادی، ۲۴ نفر بوده‌است.